# Idrosadenite
L'idrosadenite è una malattia infiammatoria in cui le anomalie istologiche sono principalmente caratterizzate da un infiltrato localizzato intorno alle ghiandole sudoripare eccrine. Tra queste sono comprese l'idrosadenite eccrina neutrofila e l'idrosadenite palmoplantare ricorrente. Con questo termine sono definite anche più in generale le infiammazioni delle ghiandole sudoripare.
L'idrosadenite suppurativa è invece una malattia cronica cutanea caratterizzata dalla fibrosi delle ghiandole sudoripare apocrine.